# Tim Costley
Timothy John Costley es un político neozelandés y miembro del Parlamento de la Cámara de Representantes por el Partido Nacional. Anteriormente fue piloto de la Real Fuerza Aérea de Nueva Zelanda (RNZAF).

## Biografía

### Educación
Costley se educó en la escuela secundaria para niños de Palmerston North. Estudió en la Universidad Massey, donde se graduó con una licenciatura en física matemática, y en la Universidad Cranfield en el Reino Unido, donde obtuvo una maestría en defensa y seguridad internacionales. También tiene un Diplomado en Negocios.

### Carrera militar
Costley se unió a la Real Fuerza Aérea de Nueva Zelanda (RNZAF) en 2001 como piloto. Operó helicópteros Bell UH-1 Iroquois y NHIndustries NH90 . Vio servicio de vuelo operativo en las Islas Salomón y Timor Oriental. También completó un período de servicio en Afganistán y participó en numerosas misiones de rescate en Nueva Zelanda y misiones humanitarias tanto en Fiji como en Papúa Nueva Guinea . Costley fue el segundo al mando de la formación de pilotos y el mando de los helicópteros NH90 de la RNZAF. En 2014, Costley fue adscrito como escudero del príncipe William, duque de Cambridge, como funcionario de la casa real británica que ayudaba a los miembros de la familia real. Más tarde alcanzó el rango de comandante de ala y terminó su carrera como Comandante en Jefe del Ala de Entrenamiento de Vuelo en la base aérea de Ohakea.
En 2007, mientras Costley estaba destinado en Timor Oriental, apareció en un vídeo irónico que se volvió viral en línea y obtuvo más de un millón de visitas. El vídeo se utilizó incluso para el reclutamiento de la RNZAF.
Costley fundó The Missing Wingman Trust, una organización benéfica que apoya a las familias de la RNZAF cuando un miembro muere, resulta herido o cae enfermo.

### Carrera política
En noviembre de 2019, Costley fue seleccionado como candidato del Partido Nacional para el electorado de Ōtaki en las elecciones generales de 2020. Perdió ante la candidata del Partido Laborista, Terisa Ngobi, por 2988 votos.
Costley fue nuevamente seleccionado para postularse en el electorado de Ōtaki en 2023. Los resultados finales mostraron una «victoria contundente», con Costley recibiendo más de 22 000 votos, una ventaja de más de 6270 votos sobre Ngobi.

## Vida personal
Costley y su esposa Emma tienen tres hijas. Le gustan las carreras de larga distancia y la música.